# Egejska Makedonija
Egejska Makedonija (makedonsko Егејска Македонија, latinizirano: Egejska Makedonija) je izraz, ki opisuje regijo, ki je od leta 1913 na severu Grčije. Trenutno se večinoma uporablja v Republiki Severni Makedoniji, tudi v iredentističnem kontekstu Združene Makedonije. Makedonci so vedno želeli združeno Makedonijo, oziroma želeli so, da bi njihova država bila neodvisna in svobodna država. Največji del te Makedonije bi bil prav ta del Egejske Makedonije z glavnim mestom Solun. Imeli pa bi še Pirinsko Makedonijo in Vardarsko Makedonijo. V Grčiji se Egej običajno nanaša na grške otoke ali na strogo grška obalna območja z neposrednim dostopom do Egejskega morja. Čeprav ima grška Makedonija svojo obalo res vzdolž severnega Egejskega morja, v pokrajini bolj prevladujejo visoke gorske verige in široke travnate ravnine, ne pa njena obala (z izjemo polotoka Halkidika, ki je priljubljena počitniška destinacija v najjužnejšem delu Osrednje Makedonije in je znana po svojih plažah).

## Izvor izraza
Zdi se, da izvor izraza izvira iz 80. let 19. stoletja, večina pojavitev se nahaja v spisih makedonskih avtorjev. Od sredine 1940-ih se izraz pojavlja na zemljevidih v obtoku v Jugoslaviji in zlasti po letu 1991 v neodvisni Republiki Severni Makedoniji, ki je predvidevala grško Makedonijo (imenovano "Egejska Makedonija") kot del "Velike Makedonije" in je obravnava kot nepriznavanje sedanjih evropskih meja, vključno z legitimnostjo grške suverenosti nad tem območjem.
Med grško državljansko vojno je grška vlada poimenovanje smatrala za neologizem, ki ga je šele pred kratkim uvedel Josip Broz Tito v Jugoslaviji, kar je namigovalo, da ga je imela za del jugoslovanske kampanje zahtevanja grške Makedonije.
Titov vojni predstavnik v jugoslovanski Makedoniji, Svetozar Vukmanović-Tempo, je zaslužen za spodbujanje rabe regionalnih imen makedonske regije v iredentistične namene. Beograjski časopis Borba je 26. avgusta 1946 objavil članek z naslovom Egejska Makedonija, objavljen je bil tudi v skopski Novi Makedoniji z zemljevidom jugoslovanskih ozemeljskih zahtev po ozemljih Grčije. Mesec dni kasneje, 22. septembra, je premier Ljudske republike Makedonije Dimitar Vlahov (govor v Novi Makedoniji, 26. septembra 1946) izjavil: »Odkrito izjavljamo, da Grčija nima nikakršnih pravic nad Egejsko Makedonijo [...].« S tem je najverjetneje mislil, da mora biti Egejska Makedonija del Jugoslavije kot del Ljudske Republike Makedonije. Vlahov je nato junija 1947 v Beogradu objavil delo »Problemi Egejske Makedonije«.